# 沈熏
沈 熏（しんくん、1901年9月12日 - 1936年9月16日）は朝鮮（大日本帝国統治下）の小説家。映画脚本家。本名は沈大燮。号は熏（少年時代は金剛生、中国留学時代は白波）。本貫は青松。啓蒙作家とも称される。代表作は『常緑樹』。

## 略歴
1901年9月12日、現ソウルの永登浦区鷺梁津に生まれる。父は沈相珽。長兄の沈友燮は言論家。次兄の沈明燮は牧師。14歳のとき、京城の京城第一高等普通学校（現・京畿高等学校）に入学するが、1919年の三・一運動で独立万歳を叫んで憲兵隊に逮捕され6ヶ月間、西大門刑務所に投獄された。出獄後、北京へ亡命し、上海、南京を経て杭州の浙江大学に籍を置き、劇文学を学んだ。この頃、李東寧、李始榮、厳一波、廉温東、劉禹相、劉鎮国と知り合う。1923年に帰国、安碩柱と知り合い、崔承一、李慶孫、李承萬、金永八、林南山らと「劇文会」に参加する。翌年には東亜日報社に入社した。『東亜日報』に連載した「美人の恨」という翻訳小説から、沈の名が紙面に登場するようになった。映画界でも名を載せ、最初の映画小説『仮面踊り』を『東亜日報』に連載し、1927年には『夜明け』を原作から脚色、監督までこなして、封切させた。
1930年代には、日本側の圧力を受け、受難の日々を送った。『朝鮮日報』に連載した『東方の愛人』が当局の検閲で中止を余儀なくされ、同誌に『不死鳥』を連載したが、これも当局から掲載停止処分を受けた。1933年に発表しようとした詩集は、その半分以上を検閲で削り取られた。経済的に不安定であった沈は、京城を離れ忠清南道唐津郡に創作に打ち込む。名作『常緑樹』は「筆耕舎」と名づけられた新築の家で書き上げられた。この作品が、東亜日報創刊15周年記念懸賞に当選する。賞金の一部で「常緑学院」を設立。常緑学院は後の常緑国民学校の母体となった。沈は『常緑樹』の映画化に取り掛かり、脚色、配役まで整えたが、またも当局の妨害に遭い、実現できなかった。この頃、腸チフスにかかり、大学病院に入院する。1936年9月16日、腸チフスが原因で逝去した。その遺骸は京畿道龍仁郡木枝面新鳳里の墓に埋葬されている。

## 年譜
- 1901年9月12日、現ソウル鷺梁津に生まれる。
- 1915年、校洞普通学校を卒業、京城第一高等普通学校に進学。
- 1917年3月、王族の李海昇の妹と結婚する。沈がその妻を海暎と名づける。
- 1919年3月、三・一運動に加わり投獄される（6ヶ月後、執行猶予で釈放）。
- 1920年冬、中国へ亡命。
- 1921年、浙江大学劇文学科に入学。後に中退。
- 1923年、帰国。「劇文会」に参加。
- 1924年、東亜日報社に入社。李海暎と離婚。
- 1926年、「鉄筆倶楽部事件」の関連で東亜日報社を辞める。
- 1927年、渡日。京都日活撮影所で村田実監督の指導で映画を勉強する。6ヵ月後帰国。
- 1928年、朝鮮日報社に入社。
- 1928年12月14日、安貞玉と再婚。
- 1931年、朝鮮日報社を退職。京城放送局にしばらく勤めるが、まもなく退職。
- 1932年、忠清南道唐津郡松嶽面富谷里に移る。
- 1932年、長男、在建が生まれる。
- 1933年8月、朝鮮中央日報社に入社するが、3,4ヶ月後、唐津に戻る。
- 1934年、「筆耕舎」を建てる。
- 1934年、次男、在光が生まれる。
- 1935年、『常緑樹』が東亜日報創刊15周年記念懸賞に当選する。賞金の一部で「常緑学院」を設立。
- 1936年、三男、在昊が生まれる。
- 1936年9月16日午前8時、腸チフスのため、逝去。

## 作品一覧

### 小説
- 東方의 愛人(1930)　未完
- 不死鳥(1930)　未完
- 永遠의 微笑(1933)
- 織女星(1934)
- 常綠樹(1935)
- 黃公의 最後(1936)
- 大地(1936) ※パール・バック著『大地』の翻訳

### 詩集
- 그날이 오면(1932) 1932年に出刊しようとしたが、当局の妨害に遭う。沈の死後、刊行される。

### 映画関連
- 탈춤(1926~)
- 먼동이 틀  때(1927)

## 日本語で読める作品
- 学塾常緑樹の会訳『常緑樹』龍溪書舎、1981年
- 金炳三訳「その日が来たら」『20世紀民衆の世界文学』三友社出版、1990年